# Elattoneura pasquinii
Elattoneura pasquinii é uma espécie de libelinha da família Protoneuridae.
É endémica de Etiópia. 
Os seus habitats naturais são: rios.